# 허우리 문화

허우리 문화의 범위

허우리 문화(중국어 간체자: 后李文化, 정체자: 後李文化, 병음: hòulǐ wénhu Houli culture[*], 기원 전 6500년경 ~ 기원 전 5500년경)는 중화인민공화국 화북의 황하 하류 지역에 있던 신석기 시대 초기의 문화이다.

## 개요
산둥성을 중심으로 발견되었고, 허우리 문화의 사람들은 방형의 수혈식 주거에 살면서, 개나 돼지를 기르고 있었다. 홍갈도의 도기나 각종 석기, 지하의 저장고, 무덤 등도 많이 발견되었다.
표식 유적은 산둥성 린쯔의 치링가도(斉陵街道) 후리관촌에서 발견된 허우리 유적이며, 고속도로 건설에 앞서 1989년부터 1990년에 걸쳐 발굴되었다. 허우리 문화에 속하는 유적은 산둥 성의 평야에서 발견되어 주변 지역에서 발견된 베이신 문화와 연계되었다.

## 같이 보기
- 중국의 신석기 문화 목록
- 황하 문명
- 장강 문명
- 베이신 문화